# Ringwood (Anglia)
Ringwood – miasto w Anglii, w hrabstwie Hampshire, w dystrykcie New Forest. Leży 37 km na południowy zachód od miasta Winchester i 137 km na południowy zachód od Londynu. Miasto liczy 12 567 mieszkańców.